# La brigantessa
La brigantessa (Go Straight) è un film muto del 1925 diretto da Frank O'Connor.

## Produzione
Il film fu prodotto dalla B.P. Schulberg Productions.

## Distribuzione
Distribuito dalla Al Lichtman e dalla Preferred Pictures Corporation, il film uscì nelle sale cinematografiche USA il 27 aprile 1925. In Italia venne distribuito nel 1932 dalla Educational.